# Truman - Un vero amico è per sempre
Truman - Un vero amico è per sempre (Truman) è un film del 2015 diretto da Cesc Gay.
Interpretato da Ricardo Darín, Javier Cámara e Dolores Fonzi, il film racconta, attraverso i toni lievi e ironici della commedia, di due amici che si ritrovano dopo tanto tempo in un momento difficile della propria vita, dimostrando come l'amicizia sia più forte di ogni cosa.

## Trama
Julian e Tomas sono due amici che si ritrovano dopo tanto tempo. Tomas è venuto dal Canada a Madrid per incontrare Julian che sta per morire. Julian ha lottato per un anno contro un tumore, ma adesso ha deciso di abbandonare ogni cura e vivere serenamente questi ultimi mesi di vita. Julian ha un cane di nome Truman e desidera darlo in adozione: contatta così una famiglia e glielo lascia per due giorni. Il loro figlio però non accetta che un giorno dovrà dirgli addio, essendo Truman molto anziano, e così la famiglia rifiuta di adottarlo. Julian contatta un'altra signora, ma l'amico Tomas lo convince a non darglielo.
Intanto Julian e Tomas si recano ad Amsterdam per salutare il figlio di Julian che compirà ventun anni e non sa dello stato di salute del padre, il quale vorrebbe dirglielo, ma non ne ha il coraggio. Ritornati a Madrid, Julian incontra Gloria, la sua ex-moglie, e viene a sapere che in realtà il figlio sapeva tutto, poiché aveva insistito con la madre per conoscere la verità. Dopo quattro giorni Tomas ritorna a Montréal, e all'aeroporto i due si danno l'addio. Julian consegna Truman a Tomas, che lo dovrà accudire amorevolmente a casa sua. Tomas, che sa che non vedrà più il suo caro amico Julian, accetta questo incarico.

## Remake
Nel 2019 è stato prodotto un remake italiano intitolato Domani è un altro giorno, con protagonisti Valerio Mastandrea e Marco Giallini.

## Riconoscimenti
- 2016 - Premio Goya
  - Miglior film
  - Miglior regista a Cesc Gay
  - Miglior attore protagonista a Ricardo Darín
  - Miglior attore non protagonista a Javier Cámara
  - Migliore sceneggiatura originale a Tomás Aragay
  - Candidatura per il Miglior montaggio a Pablo Barbieri Carrera
- San Sebastian film festival
  - Miglior attore a Ricardo Darín